# Cmentarz Kamionkowski
Cmentarz Kamionkowski – dawny cmentarz przykościelny znajdujący się przy ul. Grochowskiej, na Kamionku w Warszawie. Jedna z najstarszych nekropolii w Polsce. 

## Historia

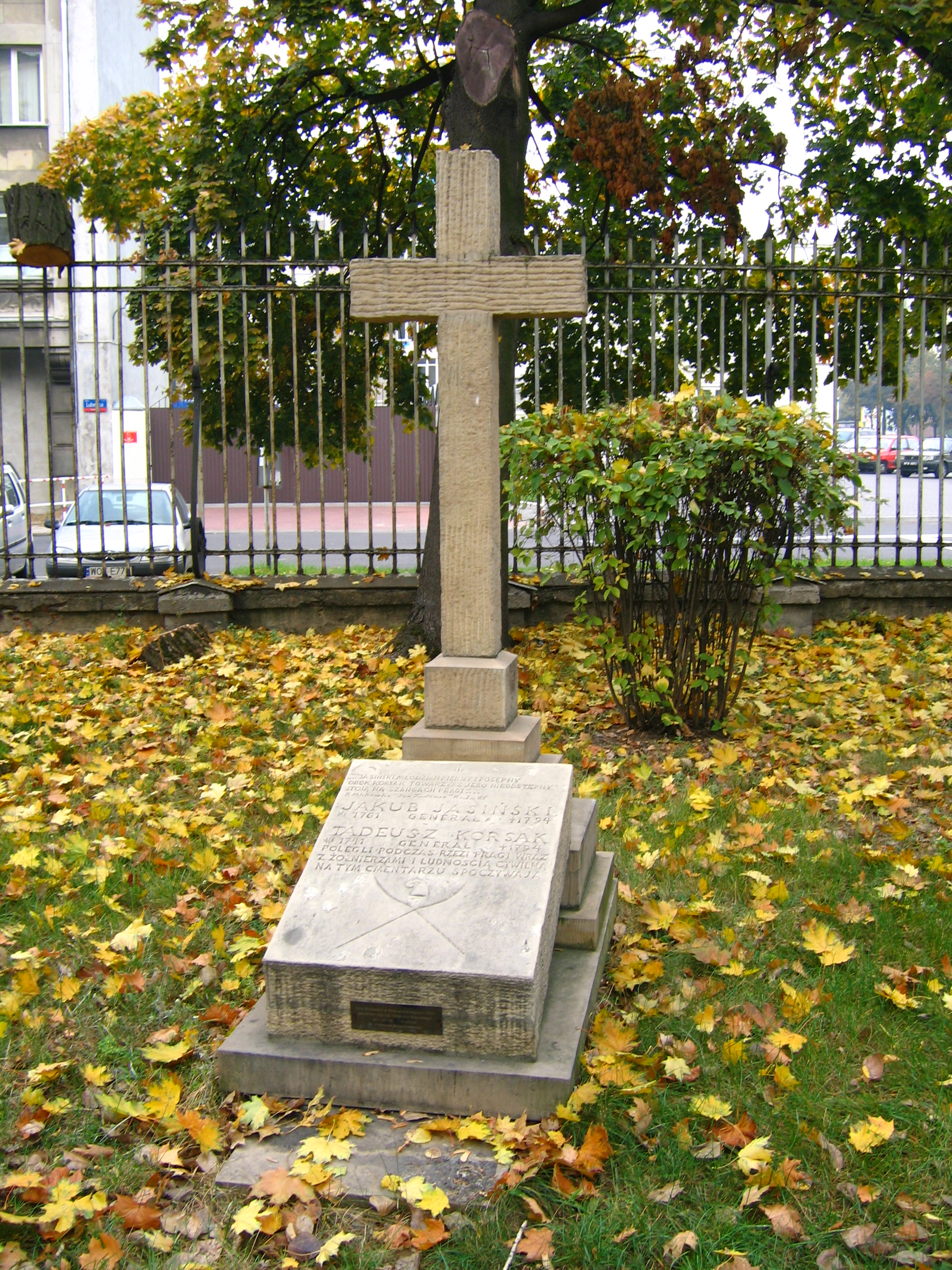
Grób Jakuba Jasińskiego i Tadeusza Korsaka na cmentarzu Kamionkowskim

Cmentarz powstał na przełomie XIII i XIV wieku przy nieistniejącym już dziś kościele św. Stanisława Biskupa w ówczesnej wsi Kamion. W XVII wieku stał się zbyt ciasny i zmarłych zaczęto grzebać na nowym cmentarzu parafialnym przy kościele w niedalekim Skaryszewie. Użytkowany od chwili powstania do 1887, kiedy to utworzono cmentarz Bródnowski. Na przestrzeni dziejów stał się miejscem pochówku dla uczestników bitwy ze Szwedami w 1656, powstańców kościuszkowskich, w tym między innymi generałów Tadeusza Korsaka i Jakuba Jasińskiego, uczestników Bitwy pod Grochowem w 1831 oraz żołnierzy obu wojen światowych. Mogiły z okresu powstania kościuszkowskiego po 1831 zostały zniszczone bez śladu i dopiero później zostały odtworzone.
Obecnie na cmentarzu znajduje się około pięćdziesiąt wykonanych z piaskowca nagrobków z połowy XIX wieku. Najstarszy zachowany pochodzi z 1827.
Cmentarz znajduje się w bezpośrednim sąsiedztwie konkatedry Matki Bożej Zwycięskiej.

## Galeria

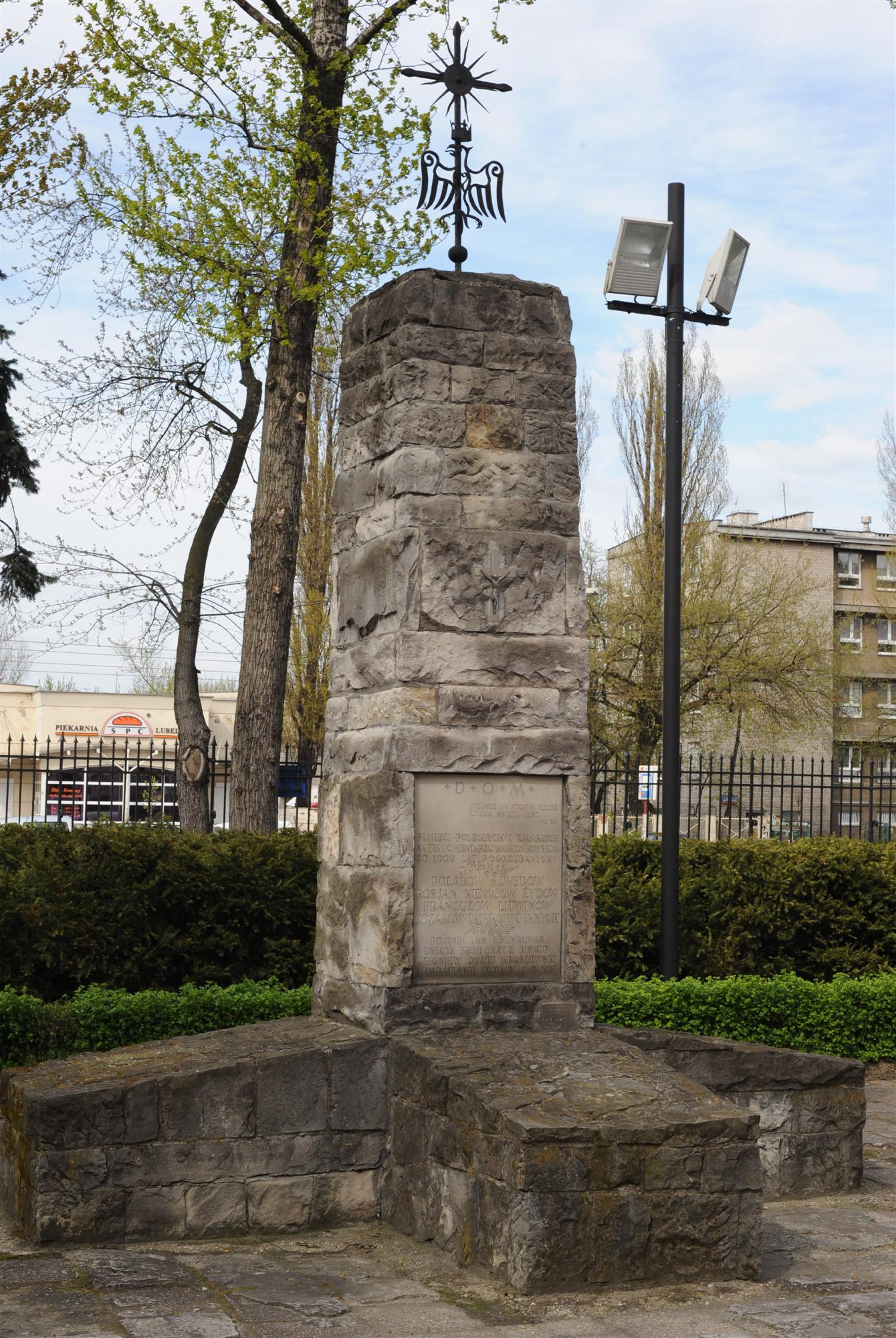
Pomnik pamięci pogrzebanych na cmentarzu Kamionkowskim
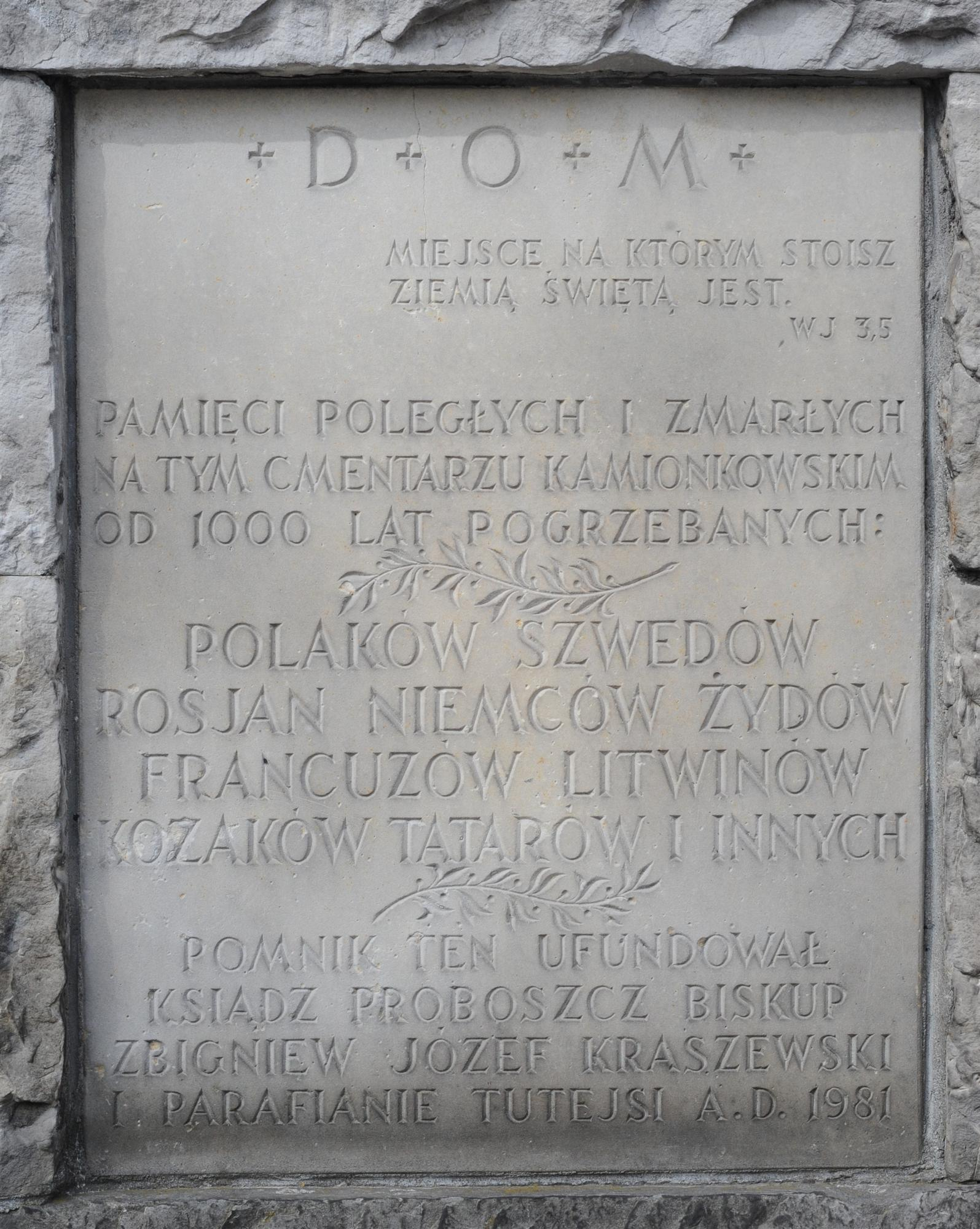
Tablica pamiątkowa na pomniku pamięci pogrzebanych na cmentarzu Kamionkowskim
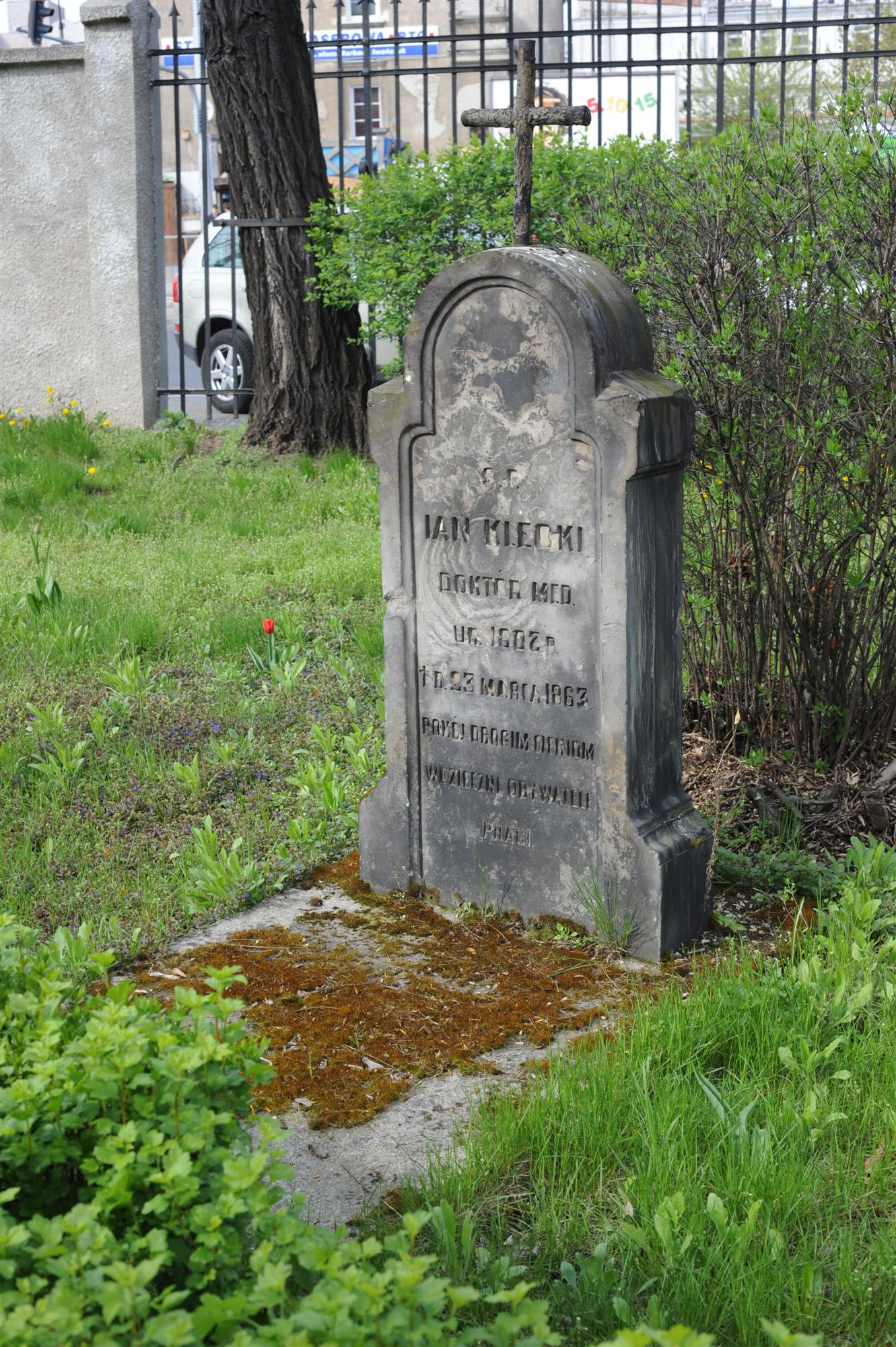
Jeden z nagrobków na cmentarzu Kamionkowskim
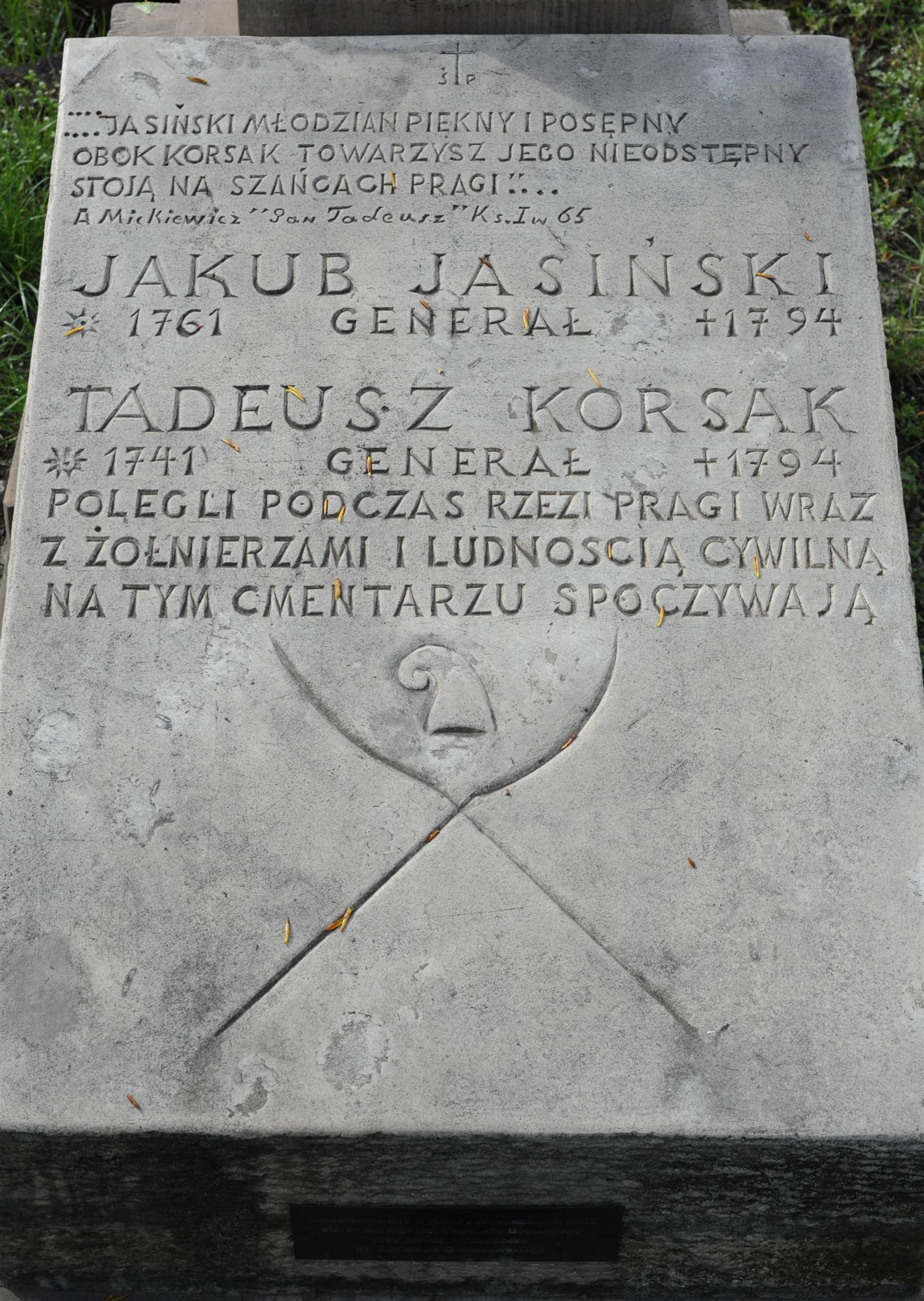
Grób Jakuba Jasińskiego i Tadeusza Korsaka na cmentarzu Kamionkowskim
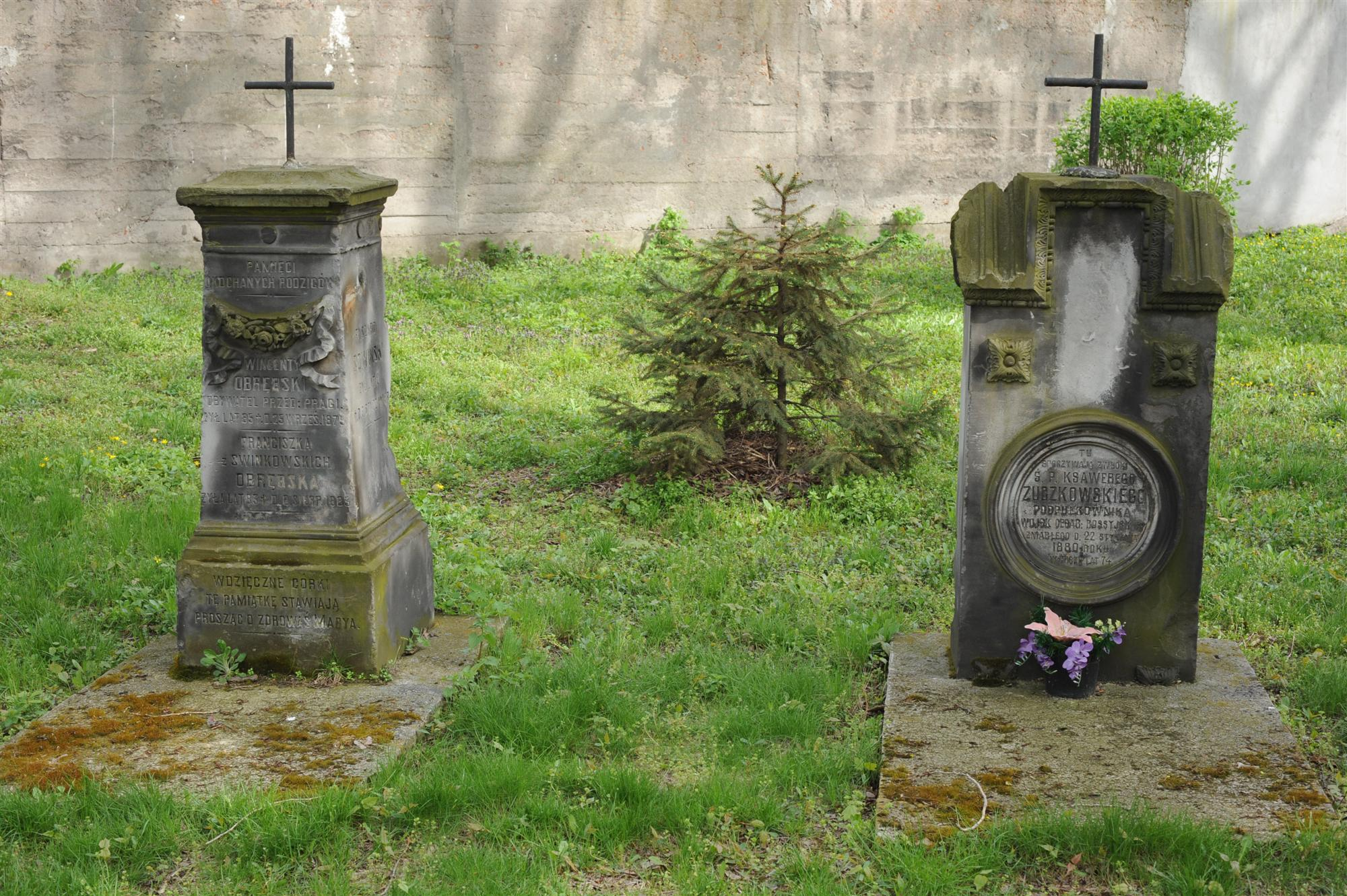
Nagrobki na cmentarzu Kamionkowskim